# Julien El Fares
Julien El Fares (født 1. juni 1985) er en fransk tidligere professionel cykelrytter.

## Eksterne links
- Wikimedia Commons har flere filer relateret til Julien El Fares
- Julien El Fares' profil hos UCI (engelsk)
- Julien El Fares' profil på CycleBase (engelsk)
- Julien El Fares' profil på Cykelsiderne
- Julien El Fares' profil på Cycling Quotient (engelsk)
- Julien El Fares' profil på ProCyclingStats (engelsk)
- Julien El Fares' profil på FirstCycling

| Cykling | Spire Denne biografi om en fransk cykelrytter er en spire som bør udbygges. Du er velkommen til at hjælpe Wikipedia ved at udvide den. |